# 王宗实
王宗实（?—?），唐宣宗時期神策軍中尉。
859年，唐宣宗病逝。宣宗不爱长子郓王李温，喜爱四子夔王李滋，但碍于李滋不是嫡长子，故未立太子，临终秘密将李滋托付给内枢密使王归长、马公儒、宣徽南院使王居方。三人及右军中尉王茂玄都是宣宗所厚待者，只有左神策军护军中尉王宗实与他们不同心，三人合谋出王宗实为淮南监军。王宗实已受敕于宣化门外，将自银台门出，左军副使亓元实对他说：“圣人不豫一月有余，中尉只是隔门问起居，今日除改，未可辨也。何不见了圣人再出任！”王宗实恍然大悟，复入，诸门已按例增人把守了。亓元实引导王宗实直至寝殿，宣宗已崩，大家都头朝东哭泣。王宗实叱王归长等矫诏，王归长等都捧足乞命。王宗实于是遣宣徽北院使齐元简迎立李温，矫诏立李温为皇太子，权句当军国政事，改名李漼。逮捕王归长、马公儒、王居方，皆杀之。李温被拥立为帝，是為唐懿宗，年號咸通。懿宗即位后，以王宗实为骠骑上将军。